# (What’s the Story) Morning Glory?
A (What’s the Story) Morning Glory? az Oasis angol rockegyüttes második albuma 1995-ből. Ez volt az együttes legnagyobb kereskedelmi sikere, tíz hétig vezette a brit albumlistát, míg Amerikában a 4. helyig jutott a listákon. A nyitóhéten 346 ezer példányban kelt el az Egyesült Királyságban, világszerte 22 millió példányban. Az angol hanglemezgyártók szövetsége, a British Phonographic Industry felmérése szerint az Angliában 2006-ig értékesített összes hanglemez közül ez az album volt a negyedik legkelendőbb. Az Egyesült Államokban négyszeres platina.
A Some Might Say, Roll With It, Wonderwall és Don't Look Back in Anger kislemezek mind nagy sikert értek el az Egyesült Királyságban, a Some Might Say és a Don't Look Back in Anger vezették a brit kislemezlistát. A Wonderwall és a Champagne Supernova a U.S. Modern Rock Tracks listát vezették, az Egyesült Államokban arany minősítést szereztek. A Wonderwall az ausztrál kislemezlistát is vezette. Az album elnyerte a legjobb brit albumnak járó díjat az 1996-os Brit Awards-on, a 2010-es díjátadón az elmúlt 30 év legjobb brit albumának járó díjat kapta meg. Szerepel az 1001 lemez, amit hallanod kell, mielőtt meghalsz című könyvben.

## Az album dalai
|     | Cím                          | Szerző(k)                                  | Hossz |
| --- | ---------------------------- | ------------------------------------------ | ----- |
| 1.  | Hello                        | Noel Gallagher, Gary Glitter, Mike Leander | 3:21  |
| 2.  | Roll with It                 | Gallagher                                  | 3:59  |
| 3.  | Wonderwall                   | Gallagher                                  | 4:18  |
| 4.  | Don't Look Back in Anger     | Gallagher                                  | 4:48  |
| 5.  | Hey Now!                     | Gallagher                                  | 5:41  |
| 6.  | (The Swamp Song – Excerpt 1) | Gallagher                                  | 0:44  |
| 7.  | Some Might Say               | Gallagher                                  | 5:29  |
| 8.  | Cast No Shadow               | Gallagher                                  | 4:51  |
| 9.  | She's Electric               | Gallagher                                  | 3:40  |
| 10. | Morning Glory                | Gallagher                                  | 5:03  |
| 11. | (The Swamp Song – Excerpt 2) | Gallagher                                  | 0:39  |
| 12. | Champagne Supernova          | Gallagher                                  | 7:27  |

## Közreműködők

### Oasis
- Liam Gallagher – ének, csörgődob
- Noel Gallagher – szóló- és akusztikus gitár, vokál (ének a Don't Look Back in Anger-ön), zongora, mellotron, EBow, producer
- Paul "Bonehead" Arthurs – ritmus- és akusztikus gitár, zongora, mellotron
- Paul McGuigan – basszusgitár
- Alan White – dob, ütőhangszerek (kivéve a Some Might Say-en)
- Tony McCarroll – dob a Some Might Say-en

### További zenészek
- Paul Weller – szólógitár és háttérvokál a Champagne Supernova-n és harmonika a 6-os és 11-es dalokon

### Produkció
- Owen Morris – producer
- Neil Dorfsman – multisáv-keverés (SACD-kiadás)
- David Swope – keverőasszisztens (SACD-kiadás)
- Barry Grint – eredeti mastering az Abbey Road Studios-ban
- Vlado Meller – mastering (SACD-kiadás)
- Michael Spencer Jones – fényképek
- Brian Cannon – művészi munka, design
- Mathew Sankey – design (asszisztens)